# Stanový
Stanový je vesnice, část obce Zlatá Olešnice v okrese Jablonec nad Nisou. Nachází se asi 2,5 kilometru jižně od Zlaté Olešnice. Stanový je také název katastrálního území o rozloze 3,37 km².

## Historie
První písemná zmínka o vesnici pochází z roku 1452.

## Pamětihodnosti
Významnou stavbou je rodný dům spisovatele Antala Staška, otce Ivana Olbrachta. Dům je zpřístupněn veřejnosti a nachází se v něm také knihovna. Nachází se zde sousoší Nejsvětější Trojice z roku 1836 sochaře Jana Suchorady. Vesnicí vede zeleně značená turistická trasa do Návarova a do Vysokého nad Jizerou.

## Osobnosti
Ve Stanovém se narodili Antal Stašek a odbojář Josef Zeman